# Adoració dels Reis Mags (Botticelli)
|  | No s'ha de confondre amb el quadre del mateix autor Adoració dels Mags (Botticelli). |

Adoració dels Reis Mags és un quadre pintat per Sandro Botticelli cap al 1470-1475 i que actualment està exposat a la National Gallery de Londres.
Botticelli realitza en aquesta obra de format circular una composició perfectament equilibrada, fins al punt de què es pot parlar de l'existència d'una simetria latent. La part de l'últim terme del quadre està dedicada a la representació d'unes ruïnes d'arquitectura clàssica.

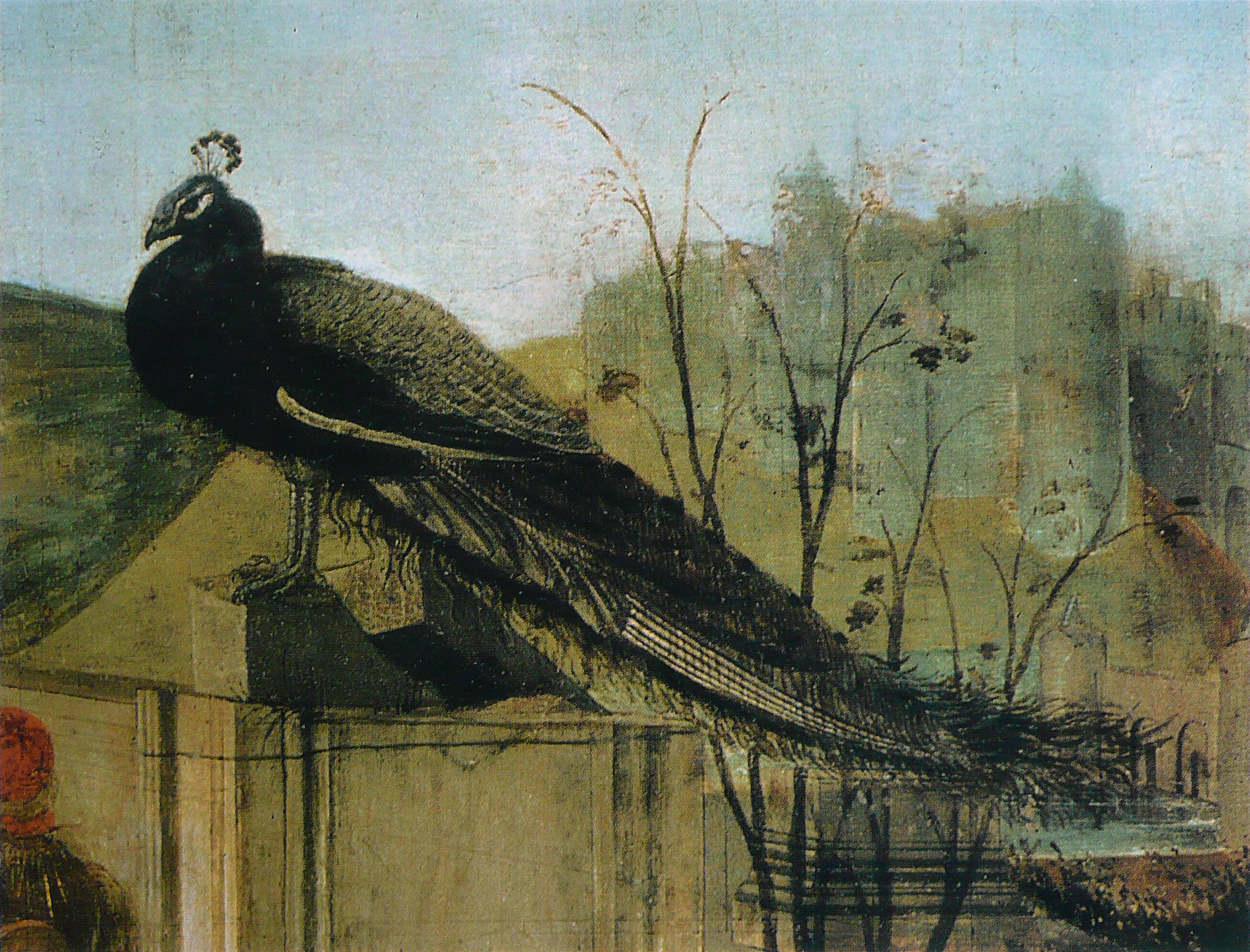
Detall (paó)

La part central d'aquesta arquitectura serveix per emmarcar l'escena central de l'obra, en la qual pot veure's la Verge Maria amb el Nen envoltada dels Reis Mags. Botticelli disposa la resta de personatges i animals en una composició circular, seguint el mateix format del tondo. Els colors que més utilitza l'artista són el blau i el vermell, aconseguint un dinamisme significatiu.